# 山科嗣教
山科 嗣教（やましな つぐのり）は、室町時代前期の公家。山科教興の子で山科家豊（教豊）の弟にあたる。官位は正四位下・右近衛中将。

## 経歴
山科教興の子として誕生。幼名は賀安丸（かやすまる）。
応永15年（1408年）3月9日、室町幕府3代将軍・足利義満の次男・義嗣が豊原定秋によって雅楽曲の一つである蘇合（そごう）を伝授された（『教言卿記』同日条）時、賀安丸も同じくそれを伝授された。この関係により同日、義嗣の偏諱を受けて嗣教と名乗り、同年4月27日には北山第において義満の加冠により元服を行った（『教言卿記』同日条）。この時16歳であったという。
同年には義嗣から染帷子や小太刀、古小袖が贈られたり、同20年（1413年）6月には毎年五千疋を給する旨の義嗣の御書を拝領したりする等、義嗣に奉仕してその褒賞を与えられた様子が窺える。祖父・山科教言の日記である『教言卿記』に｢侍従｣と示されるように、｢嗣｣という共通の偏諱を通じて義嗣と嗣教は主従的な関係にあったようである。
義満亡き後、義嗣は4代将軍となった兄・義持の打倒を図っており、応永23年（1416年）に上杉禅秀の乱が起こった際、幕府は義嗣の乱への関与を疑って義嗣やそれに従う公家衆らを捕らえ、義嗣が同年10月20日に出家させられると、嗣教も同時に出家して政界から引退した。その後応永25年（1418年）1月24日に義嗣が義持の命を受けた富樫満成により殺害され、2月13日には親戚の山科教高が流刑の途上で殺害されている。嗣教自身については消息が判明していないが、以後史料等には姿を現さなくなっており、やはり同様に連座して亡くなったものと考えられる。